# 鍀星
鍀星，或更適當的稱為Tc-富星，是光譜中有放射性金屬鍀吸收線的恆星。鍀最穩定的同位素是97Tc，半衰期長達4,200,000年，但對於做為恆星的創造材料，這個時間依然是太短暫了。因此，1952年在恆星光譜中檢測到鍀的譜線，為恆星內的核合成提供了明確的證據，在眾多的證據中，雙子座R是其中之一。
擁有鍀的恆星在恆星分類中屬與漸近巨星分支（AGB），是類似於紅巨星
，但有著略高的光度，並且在內層的殼層仍然燃燒著氫。許多這一類恆星的成員在內層燃燒氦的期間可以達到100,000年，稱為"dredge-ups"。鍀星的光譜分類屬於M、MS、S、SC和C-N，它們多數都是屬於長周期變星的變星。
目前的研究顯示現存的鍀星有些位在AGB演化的後期，並且它們中有值得注意的數量不會在光譜線中顯示出含有金屬。現存的鍀星似乎存在於恆星歷史上被稱為"third dredge-up"的位置上。

## 外部連結
- David Darling. . On the Daviddarling.info site. （原始内容存档于2011年6月22日）.